# Efthýmis Bakatsiás
Efthýmios Bakatsiás (en grec : Ευθύμιος Μπακατσιάς), plus souvent appelé Efthýmis Bakatsiás (Ευθύμης Μπακατσιάς), né le 14 janvier 1968 à Athènes, en Grèce, est un ancien joueur grec de basket-ball. Il évolue au poste d'arrière.

## Palmarès
- Champion de Grèce 1994, 1995, 1996, 1997 (Olympiakos)
- Vainqueur de la coupe de Grèce 1994, 1997 (Olympiakos)
- Vainqueur de l'Euroligue 1997 (Olympiakos)